# Craugastor ranoides
Craugastor ranoides is een kikker uit de familie Craugastoridae. De soort komt voor in Midden-Amerika en wordt met uitsterven bedreigd, onder meer door chytridiomycose. Craugastor ranoides is momenteel door de IUCN als kritiek geclassificeerd.
De soort werd voor het eerst wetenschappelijk beschreven door Edward Drinker Cope in 1886. Oorspronkelijk werd de wetenschappelijke naam Lithodytes ranoides gebruikt en werd later aan de geslachten Liohyla en Eleutherodactylus toegekend. De soortaanduiding ranoides betekent vrij vertaald 'kikker-achtig'.
Mannelijke kikkers zijn ongeveer 36 millimeter lang, vrouwelijke dieren tot 67 mm. De huid is donkerolijfgroen van kleur. Craugastor ranoides voedt zich met geleedpotigen.
Droogbossen en regenwouden van zeeniveau tot 1220 meter hoogte vormen het leefgebied van Craugastor ranoides. Het verspreidingsgebied loopt van oostelijk Nicaragua via de Pacifische zijde van Costa Rica tot in het westen van Panama. De soort was voorheen algemeen in Costa Rica, maar is nu beperkt tot drie restpopulaties bij Río Murciélago en Quebrada Pedregal in het droogbos van het Península de Santa Elena in Guanacaste. Deze populaties waren van 2007 tot 2012 stabiel, maar extreme droogte in 2012-2013 en twee tropische stormen in 2016-2017 hebben geleid tot een sterke afname van de aantallen. In Panama is de laaglandbronskikker in recente jaren gezien op Isla Escudo de Veraguas in Bocas del Toro. Recente waarnemingen in Nicaragua zijn gedaan bij Río Punta Gorda in 2014 en Rivas in 2017.